# Sagvåg
Sagvåg este o localitate din comuna Stord, provincia Hordaland, Norvegia, cu o suprafață de 2,59 km² și o populație de 3.416 locuitori (2013).